# 30201 Caruana
30201 Caruana è un asteroide della fascia principale. Scoperto nel 2000, presenta un'orbita caratterizzata da un semiasse maggiore pari a 2,4700833 UA e da un'eccentricità di 0,1661890, inclinata di 3,38966° rispetto all'eclittica.